# 杰奎琳·杜布罗维奇
杰奎琳·杜布罗维奇（Jacqueline Dubrovich，1994年7月18日—），生于新泽西州帕特森，是一名美国女子击剑运动员，主攻花剑。她童年时一开始练习跳舞，8岁时她开始跟随自己表亲练习击剑，当时她认为这项运动适合身材瘦长的自己。她曾就读于庞普顿莱克斯高中，2012年进入哥伦比亚大学修读心理学专业，并加入该校击剑队，2016年从该校毕业。